# Las Piedras (Wenezuela)
Las Piedras – miasto w Wenezueli, w stanie Sucre. W mieście znajduje się port lotniczy Josefa Camejo.